# Congos de Villa Mella
Les congos de Villa Mella sont un groupe jouant des tambours appelés congos dans la ville de Villa Mella (en).  Ils sont liés à la deuxième plus grande fraternité religieuse de la République dominicaine, qui a été fondée au XVIe siècle par des esclaves africains et métis et est dédié au culte  du Saint-Esprit. « L’espace culturel de la Fraternité du Saint-Esprit des congos de Villa Mella » a été originellement proclamé en 2001 puis inscrit en 2008 par l'UNESCO sur 
la liste représentative du patrimoine culturel immatériel de l’humanité.

## Instruments de musique
L'ensemble des  congés de Villa Mella   est unique en République dominicaine et comprend deux tambours à deux membranes frappés à la mains, un congo major et un alcahuete beaucoup plus petit d'environ 30 cm de long. Ils sont complétés par un idiophone, le canoíta, qui ressemble aux claves de Cuba, mais dont l'un des claves est plus grand et creusé comme un petit canoë. Un groupe de femmes joue également chacune d'une seule maracas.

## Cérémonies
Lors de la Pentecôte, la Fraternité accomplie des rituels composés de prières, danses et chants accompagnés de la musique des congos, et une procession transportant une colombe qui symbolise le Saint-Esprit. Ce rituel est reproduit lors des veillées funèbres, des processions au cimetière, au 9e jour de deuil et à la cérémonie du Banko trois ans après le décès. Lors des cérémonies mortuaires une estrade funéraire (catafalque) à trois étages est construite contenant une poupée représentant le mort.